# コソボの戦い
コソボの戦い（コソボのたたかい、セルビア・クロアチア語: Bitka na Kosovu、ボスニア語: Kosovska bitka、トルコ語: I. Kosova Muharebesi）は、1389年にコソボで勃発した、セルビア公国とオスマン帝国による会戦である。

## 経過
1389年6月15日、コソボ平原で、セルビア侯ラザル・フレベリャノヴィチ、ボスニア王スチェパン・トヴルトコ1世、ワラキア大公ミルチャ1世などからなるバルカン半島の諸侯軍が、アジアからの勢力を伸ばしつつあったムラト1世率いるオスマン帝国軍と会戦した。戦いはオスマン帝国軍の大勝に終わった。

## 影響
この戦いの結果、オスマン帝国はドナウ川以南の支配権を確立し、セルビア・マケドニア・ブルガリアはオスマン帝国への服従を強いられる。この戦いでオスマン帝国はバルカン半島征服に大きな成果を獲得した。ところが、ムラト1世はセルビア貴族ミロシュ・オビリッチの謁見の際に刺し殺されてしまう。そしてオスマン軍は報復に捕虜のセルビア侯ラザルを殺害。すぐにバヤズィト1世がスルタンに即位。バルカン征服事業を継承する。オスマン帝国というイスラム勢力がバルカン半島での存在感を確固たるものにしたことは、ヨーロッパ・キリスト教世界を刺激し、神聖ローマ皇帝ジギスムントをはじめとするヨーロッパ諸侯は「十字軍」を結成し1396年のニコポリスの戦いに至る。
戦地となったコソボはセルビア王国の聖地となった。のち、1980年代にセルビア民族主義を掲げるミロシェヴィッチが台頭すると、コソボの自治権を大幅に制限し、クロアチア・ボスニア・ヘルツェゴビナなどで難民となったセルビア人を入植させる政策がとられた。このためコソボでの民族バランスが大きく崩れることとなり、1990年代後半のコソボ紛争へとつながっていった。